# Parc naturel Lunca Mureșului
Le Parc naturel Lunca Mureșului (en roumain: Parcul Natural Lunca Mureșului) est une aire protégée (parc naturel de la catégorie V IUCN) située dans Roumanie, sur le territoire administratif des comtés d'Arad et de Timiș.

## Localisation
Le parc naturel est situé dans l'ouest de la Roumanie, dans le cours inférieur de la rivière Mureș, en aval de la ville d'Arad, à la frontière avec la Hongrie.

## Description
Le Parc naturel Lunca Mureșului avec une superficie de 17 166 ha a été déclaré aire protégée par la Décision du Gouvernement numéro 2151 du 30 novembre 2004 (publié dans Monitorul Oficial numéro 38 du 12 janvier 2005) et représente un écosystème typique pour les zones humides, avec les eaux courantes et des lacs, marais, plaines inondables et  des forêts ; il s'agit d'un lieu important pour le passage et l'hébergement pour nombreuses espèces d'oiseaux, certains protégées par la loi.